# محرک‌های زیرآستانه‌ای
متحرک‌های زیرآستانه‌ای (انگلیسی Subliminal stimuli) در تقابل با محرک‌های فراآستانه‌ای به هرگونه محرک حسی که پایین‌تر از آستانهٔ مطلق فردی برای ادراک آگاهانه باشد گفته می‌شود. مفهوم ادراک زیرآستانه‌ای از این‌رو شایان توجه است که می‌گوید اندیشه، احساسات و رفتار مردم متأثر از محرکی است که علیرغم عدم آگاهی از آن، ادراک می‌گردد. این پدیده ابتدا در سال ۱۸۹۷ مطرح شد، ولی در ۱۹۵۷ جستار «پیام‌های زیرآستانه‌ای»، هنگامی که آگهی‌سازان و چیره‌دستان وادی تبلیغات، ادعای کاربرد بالقوهٔ آن را در تحریک خریداران مطرح ساختند، به گفتمانی جنجالی بدل شد. این در حالیست که پژوهش‌های علمی متعاقب، از سنجش بیشتر این ادعاهای بازاریابی، در غیاب یک اثر دارونمایی صِرف، برای رسیدن به نتایجی درخور اعتماد، ناتوان بوده‌اند.

## انواع
در تقابل با محرک‌های فرا آستانه‌ای، محرک‌های زیرآستانه‌ای، گونه‌ای از محرک‌های حسی، هستند که پایین‌تر از آستانه مطلق ادراک آگاهانه قرار می‌گیرند. توجه به فاصله دو مولفه آستانه عینی و آستانه ذهنی در یک ادراک فرا آستانه‌ای می‌تواند در روشن‌تر شدن این معنا ما را یاری رساند؛ در ادراک زیرآستانه‌ای محرک از آستانهٔ عینی مخاطب می‌گذرد، به عبارت دیگر، توسط حواس تشخیص داده می‌شود، ‏اما از آستانهٔ ذهنی نمی‌گذرد، یعنی به هوشیاری نمی‌رسد و نمی‌توان آن را به زبان آورد. ‏بنابراین، اگر یک محرک از آستانهٔ عینی فرد عبور کند اما به آستانهٔ ذهنی نرسد، آن گاه ادراک زیرآستانه‌ای رخ خواهد داد.محرک‌های زیرآستانه‌ای را به شکل‌های دیداری، شنیداری و متنی طبقه‌بندی می‌کنند.

### دیداری (پنهان کردن عکس در فریم‌های فیلم)
محرک‌های دیداری تصاویری هستند که زودتر از دریافت بیننده از جلو چشمش عبور می‌کنند یا اینکه به‌صورت نهانی در نگاره‌ای گنجانده شده‌اند. ادعا می‌شود این‌گونه تصاویر در ناخودآگاه بیننده تأثیر می‌کنند؛ مثلاً در سال ۲۰۰۷، نشان داده شد نمایش زیرآستانه‌ای پرچم اسرائیل اثری تعدیل‌کننده روی نظریات سیاسی و رفتار داوطلبان اسرائیلی مشارکت‌کننده در یک رأی‌گیری داشته‌است. اثر این پدیده هنگامی که تصویر به‌هم‌ریختهٔ همان پرچم در نمایی زیرآستانه‌ای نمایش داده شد، ایجاد نگردید.

### شنیداری (reversing یا برگردان موسیقی…)
محرک‌های شنیداری پیام‌هایی‌اند که با بلندایی آرامتر از آستانهٔ شنوایی فرد نجوا می‌شوند یا اینکه به‌صورت برگردان در فرایندی با نام «وارون‌نگاری» به گوش شنونده می‌رسند. ادعا می‌شود این پیام‌ها در ناخودآگاه شنونده تأثیر می‌کنند. دو روش اصلی برای نوع شنیداری پیام‌های سابلیمینال عبارتند از پیام‌های پنهان که به صورت نجوا تولید می‌شوند و پیام‌های ساکت یا سایلنت سابلیمینال که در این موارد هیچ صدایی پخش نشده و تنها تغییر فرکانس هدف پیام را القا می‌کند؛ مثلاً در سال ۱۹۸۸ قاتل زنجیره‌ای [ریچارد رامیرز]، در دادرسی‌اش چنین اظهار کرد که موسیقی گروه [ای‌سی/دی‌سی] و به‌ویژه آهنگ «ولگرد شب» از آلبوم بزرگراهی به جهنم الهام‌بخش او برای ارتکاب جنایت بوده‌است. دیوید جان اوتس، یکی از بنیان‌گذاران نظریه برگردان گفتار مدعی شد آهنگ «بزرگراهی به جهنم» در همان آلبوم، دربردارندهٔ پیام‌های نهان‌سازی شدهٔ، «قانون منم»، «نام من ابلیس است» و «او از آن دوزخ است» در برگردان خود است که ممکن است در برانگیختن قاتل مؤثر بوده باشند.

### متنی (پیام‌های پنهان)
سابلیمینال‌های متنی شامل پیام‌های نوشته‌شده‌ای هستند که به صورت پنهانی در متون مختلف قرار دارند. این نوع سابلیمینال‌ها می‌توانند در کتاب‌ها، مقالات یا حتی پیام‌های مجازی استفاده شوند و تأثیراتی بر ذهن ناخودآگاه داشته باشند.

## تاریخچه
دکتر ا.و. اسکریپچر مدیر آزمایشگاه بخش روان‌شناسی دانشگاه ییل در سال ۱۸۹۷ کتابی با نام روان‌شناسی نوین منتشر کرد که در آن برای نخستین بار به تشریح بنیادی پیام‌های زیرآستانه‌ای پرداخت.
از آن پس در مورد توانمندی پدیدهٔ ادراک زیرآستانه‌ای، ادعاهای بسیاری شنیده شده که شاید شناخته‌شده‌ترین آن‌ها در سال ۱۹۵۷ ازسوی جیمز ویکاری یک فروشندهٔ پژوهشگر مطرح گردیده‌است. او مدعی شد که در طول یک دورهٔ شش هفته‌ای به ۴۵۶۹۹ مشتری در سینمایی واقع در فورت لی نیوجرسی در میان فیلم پیکنیک دو پیام تبلیغاتی نشان داده شده بود: «گرسنه‌اید؟ پاپ‌کُرن بخورید» و «کوکاکولا بنوشید» که به گفتهٔ او در هر ۵ ثانیه یکبار به مدت سه‌هزارم ثانیه این پیام‌ها نمایش داده شده بودند. زمان آن پیام‌ها چنان کوتاه بودند که آن‌ها هرگز آگاهانه ازسوی کسی دریافت نمی‌شدند، اما ویکاری ادعا کرد که در طول این دوره ۶ هفته‌ای باهمهٔ‌آنکه مشتریان از پیام‌ها ناآگاه بودند، فروش پاپ‌کُرن، ۵۷٫۸٪ و فروش کوکاکولا، ۱۸٫۱٪ افزایش یافتند. ویکاری اصطلاح «آگهی زیرآستانه‌ای» را برای نخستین‌بار به‌کار برد و آنگاه شرکت تبلیغاتی فرافکنی زیرآستانه‌ای را براساس آن آزمایش شش هفته‌ای بنیان نهاد. به‌هرروی او هرگز شرح تفصیلی از بررسی‌هایش منتشر نساخت و هیچ گواه مستقلی نیز در پشتیبانی ادعاهایش ارائه نشد. سرانجام در سال ۱۹۶۲، او اقرار نمود که پژوهش نخست، ساختگی بوده و چیزی جز بستری به‌جهت بازاریابی نبوده‌است. شواهد نیز این اقرارها را تأیید نمودند. گرچه پیش از اعترافات ویکاری، ادعاهای او در کتاب راغبان پنهان اثر وینس پکارد ترویج شدند و جنجالی عمومی را در مورد تئوری توطئه دولت‌ها و جریانات برای استفاده از این شیوه در جهت منافع خود، برپا نمودند. پرداختن به تبلیغات زیرآستانه‌ای در سال ۱۹۵۸ متعاقب این امر در بریتانیا و استرالیا و شبکه‌های رادیو-تلویزیونی آمریکا ممنوع گردید.
در همان سال ویکاری آزمایشی را در تلویزیون کانادا ترتیب داد که در آن پیام «هم‌اکنون تلفن بزنید» را صدها بار به صورت سریع از نظر بینندگان می‌گذراند که البته هیچ نتیجه قابل توجهی را در افزودن تلفن‌های زده شده، دربر نداشت.
ادعاهای دیگر در مورد تأثیر شگفت‌آور ادراک زیرآستانه‌ای در سال ۱۹۷۳ توسط ویلسون برایان کی در کتاب‌هایش از جمله «اغوای زیرآستانه‌ای» و «بهره‌کشی جنسی رسانه‌ها» مطرح شد. کی در آن کتب ادعا نموده بود که برای اغوای مصرف‌کنندگان، گاهی از نمادها یا واژه‌های جنسی زیر آستانه استفاده می‌شود. به باور او، باهمه‌اینکه واژه‌های جاسازی شده، آگاهانه دریافت نمی‌گردند ولی ناآگاهانه درک شده و باعث فراخوانی برانگیختگی جنسی شده که فراورده را برای خریداران، جذاب‌تر می‌نمایند. اگر چه ادعاهای کی بسیار شناخته شده هستند، ولی هیچ مدرک مستقلی در پشتیبانی ادعای تأثیر چنین استفاده‌هایی یا حتی وجود داشتن آن‌ها موجود نیست.
به هر روی، نگرانی همگانی بسنده بود تا انجمن صنفی ارتباطات آمریکا (اف‌سی‌سی) در سال ۱۹۷۴ دست بکار شود و بیانیه‌ای صادر نماید که خط‌مشی آن بر این پایه باشد که تبلیغات زیرآستانه‌ای «ضد منافع عمومی جامعه» بوده و «به‌قصد فریب مردم می‌باشد».
همزمان در پژوهشی که توسط سازمان ملل صورت گرفت، چنین نتیجه‌گیری شد که «مفاهیم فرهنگی ناشی از تلقینات فکری زیرآستانه‌ای تهدیداتی عمده برای حقوق بشر در سراسر جهان محسوب می‌شوند».
در سال ۱۹۷۸ شبکهٔ تلویزیونی KAKE-TV شهر ویچیتا در ایالت کانزاس آمریکا از پلیس مجوز ویژه‌ای دریافت داشت تا پیامی زیرآستانه‌ای را در گزارشی از قتل‌های زنجیره‌ای آن ایالت در کوششی برای به دام انداختن قاتل آن‌ها بگنجاند. پیام زیرآستانه‌ای شامل جمله «همین حالا به پلیس زنگ بزن» و همچنین نمایی از یک عینک بود. عینک نیز ازاین‌رو گنجانده شده بود که در زمان قتل قربانی، عینکی روی کمد او قرار گرفته بود و پلیس چنان می‌انگاشت که دیدن این عینک شاید حس ترحم قاتل را برانگیزد. این تلاش نافرجام بود و پلیس نیز موردی از افزایش تماس‌ها بعد از برنامه گزارش ننمود.
در سال ۱۹۸۵ در نوادا دو مرد جوان با نام‌های جیمز ونس و ریموند بلکنپ ضمن پیمانی با یکدیگر برآن‌شدند تا هم‌زمان خودکشی کنند. به‌هنگام شلیک گلوله، بلکنپ دردم جان باخت ولی ونس علیرغم آنکه سخت آسیب دید زنده ماند. خانوادهٔ قربانیان بر آن باور بودند که گروه هوی متال انگلیسی، جوداس پریست در این ماجرا مقصر اصلی‌است. پس در سال ۱۹۹۰، دادخواستی بر این ادعا فراهم آوردند که آلبوم سال ۱۹۷۸ جوداس پریست طبقه آلوده دربردارندهٔ پیام‌های نهانی، شامل عبارت «انجامش بده» در لابلای آهنگ «تو بهتر میتونی، از من بهتر» و پیام‌های مختلف نهانی برگردان‌شده بوده که انگیزهٔ اقدام قربانیان بوده‌است. پرونده از سوی قاضی به‌دلیل نبود شواهد کافی از جاسازی پیام‌های زیرآستانه‌ای در آهنگ‌ها، مختومه اعلام شد و قاضی پرونده نیز چنین اظهارداشت: «پژوهش علمی ارائه شده ثابت نمی‌کند محرک‌های زیرآستانه‌ای، حتی اگر ادراک هم شوند، دستمایهٔ شکل‌گیری و سرعت‌بخشی اقدامی به این بزرگی شوند. عوامل دیگری جدای محرک‌های زیرآستانه‌ای توجیه‌کنندهٔ رفتار درگذشتگان بوده‌اند.» اعضاء گروه جوداس پریست نیز گفتند که اگر می‌خواستند فرمان‌های زیرآستانه‌ای را در آهنگ‌هایشان بگنجانند که موجب مرگ هواخواهان آن شود که این امر برخلاف اصل تولید می‌بود و آن‌ها ترجیح می‌دهند فرمان «صفحه‌های بیشتری از ما بخرید» را به جای آن درون آهنگ‌هایشان وارد سازند.
در کمپین تبلیغاتی انتخابات ریاست جمهوری سال ۲۰۰۰ آمریکا، در یک فعالیت تبلیغاتی تلویزیونی برای نامزد جمهوریخواه، جورج بوش واژهٔ دیوانسالاران (BUREAUCRATS) (و گاهی بخشی از آن) در پشت‌زمینه تصویر نمایش داده می‌شد که در یک فریم آن فقط بخش انتهایی واژه یعنی RATS به‌معنی موش‌ها در کادر دیده می‌شد. انجمن صنفی ارتباطات آمریکا (اف‌سی‌سی) مسئله را بررسی نمود، ولی برای این پرونده هرگز کیفرخواستی صادر نشد.

## استفاده از پیام‌های زیرآستانه‌ای در سینما
همزمان با بیش‌انگاری پیامدهای پیام زیرآستانه‌ای در فرهنگ عامه، به‌کارگیری تصاویر زیرآستانه‌ای در صنعت سینما نیز گسترش یافت. نخستین کاربرد شناخته‌شده شاید در فیلم ترسناک جن‌گیر (۱۹۷۴) برای بهره‌گیری از تصویر زیرآستانه‌ای دلهره‌آور و درعین‌حال کارساز شیطان سفید چهره (کاپیتان هاودی) که در کابوس پدر کاراس برای چند ثانیه پدیدار می‌شود، بوده‌است.
در فیلم باشگاه مبارزه (محصول ۱۹۹۹) نیز از این شگرد بارها در سکانس‌های ماقبل ملاقات شخصیت اصلی فیلم با تایلر دردن (دیگر شخصیت عمدهٔ فیلم با بازی برد پیت) استفاده شد. کارگردان دیوید فینچر حضور تایلر را در فریم‌هایی برای اثربخشی زیرآستانه‌ای گنجانید (در دقایق ۳:۵۷، ۶:۰۴، ۷:۱۵ و ۱۲:۰۶). وی درباب این کاربرد چنین گفته‌است: «قهرمان فیلم درحال آفرینش تایلر دردن در ذهن خویش است، چنانچه در این دورهٔ زمانی تایلر تنها در دامنهٔ ذهن هشیارش نقش بسته‌است.» خود این شگرد، در جایی در فیلم هم توسط تایلر به‌کار گرفته می‌شود. بدین ترتیب که او فریم‌هایی از تصاویر مستهجن را لابه‌لای یک فیلم کودکان می‌گنجاند که پس از نمایش باعث آزردگی و در نتیجه گریستن ناخودآگاه آنان می‌شود. شوخی‌ای که توسط کارگردان در بخش پایانی خود فیلم هم به‌کار گرفته شده‌است.
در فیلم کلوورفیلد (محصول ۲۰۰۸)، می‌توان سه تصویر زیرآستانه‌ای را در بخش‌های مختلف فیلم، به‌هنگام واپیچش‌های تصویری مشاهده نمود. عکس‌ها در حقیقت فریم‌هایی از فیلم‌های کلاسیک هیولایی چون کینگ کونگ هستند. در گوشه سمت راست بالای پوستر فیلم نیز در ابری برفراز مجسمه آزادی می‌توان یک موجود هیولایی با دهانی نیمه باز که در تصویر نهان گشته را یافت.
برای اولین بار دکتر اسکریپچر در کتابی به اسم روان‌شناسی نوین به تشریح پیام‌های پنهان (به انگلیسی: Subliminal Message) پرداخت. دیری نگذشت جیمز ویکاری یک فروشندهٔ پژوهشگر فهمید که فروش پاپ‌کُرن، ۵۷٫۸٪ و فروش کوکاکولا، ۱۸٫۱٪ افزایش یافتند. او دریافت که در فیلم‌های سینمایی برای پاپ کورن و کوکاکولا این چنین تبلیغ شده بود: «اگر گرسنه اید پاپ کورن بخورید! تشنه اید؟ کوکا کولا بنوشید» این تبلیغات چنان کوتاه بودند که هیچ‌کس قادر نبود آن را ببیند زیرا هر تبلیغ به مدت ۳هزارم ثانیه نشان داده می‌شد. اگر موضوع را کمی بازتر کنیم فیلم‌ها از قطعات کوچکی به اسم فریم ساخته شده‌است و واحد آن ثانیه است یعنی در هر ثانیه حدود ۲۵ فریم وجود دارد در کل در هر یک ثانیه ۲۵ تصویر که یک فریم را تشکیل می‌دهد از جلوی چشم ما عبور می‌کند در حالی که ضمیر خودآگاه قادر به دیدن تمامی آن‌ها نیست و شاید ۱۰ فریم را بتوانیم ببینیم اما ضمیر ناخودآگاه هر ۲۵ فریم را در ثانیه می‌بیند و در خود ذخیره می‌کند. تبلیغات پاپ کورن و کوکاکولا هم در فریم‌هایی جایگذاری کرده بودند که مستقیماً وارد ضمیر ناخودآگاه شده و چشم قادر به دیدن آن نبود در نتیجه به محض دیدن کلمه تشنه فرد احساس تشنگی می‌کرد و بنا به تبلیغاتی که وارد ضمیر ناخودآگاه وی شده بود برای رفع تشنگی از کوکا کولا استفاده می‌کرد و فرد ناچار بود آن را خریداری کند.

## اثر گذاری
باور توانایی دریافت زیرآستانه‌ای و دگرگون‌سازی اندیشه و کردار مردم با این ابزار، دستاویزی برای بسیاری از شرکت‌ها برای آگهی از راه به‌کارگیری آن شده‌است. اگرچه تاکنون هیچ گواهی به نشان اینکه گوش فرادهی یا دیدن پیاپی این پیام‌ها روشی کارساز است پیدا نشده‌است. آنچه پژوهشگران روان‌شناس برآن به اجماع عمومی رسیده‌اند این است که پیام‌های زیرآستانه‌ای پیامدی قوی و دیرپا بر رفتار ایجاد نمی‌کنند. و پژوهش‌های آزمایشگاهی نیز اثری ضعیف در پس آثار زودگذر کوچک بر روی فکر را آشکار کردند؛ مثلاً پیش‌آماده‌سازی افراد تشنه شنیدن یک واژهٔ زیرآستانه‌ای می‌تواند در دورهٔ کوتاهی، یک آگهی مربوط به یک نوشابه را مجاب‌کننده‌تر جلوه دهد. ولی ارزش شواهد، نشان می‌دهد که افراد باید به ادراک محرک آگاه باشند پیش از اینکه حرکتی را پدیدآورده یا واکنش‌های همیشگی‌شان به این محرک‌ها را تغییر دهند؛ بنابراین هر چند که ادراک زیرآستانه‌ای ممکن است باعث شود که ما حدس‌های درستی در مورد وی‍ژگی‌های محرک بزنیم، ولی نمی‌تواند یک انسان را به سمت مشخصی سوق دهد یا عمیقاً در بهبود عملکرد یک فرد مؤثر باشد. البته در یکی از تحقیقات که داوطلبانه و به صورت تنهایی توسط دکتر بروس لیپتون انجام شده‌است، نشان می‌دهد که ادراک انسان که بر اساس باورها شکل می‌گیرد و می‌تواند بر ساختار شیمیایی خون تأثیر بگذارد و تک تک سلول‌های بدن را تحت تأثیر آن باور تغییر دهد، همچنین دکتر لیپتون تأکید می‌کند که با تغییر ادراک، ذهن شما می‌تواند تا ژن‌ها و دی ان ای شما را تغییر دهد و بیش از ۳۰۰۰۰ تغییر در هر فرآورده ژن ایجاد کند و در نتیجه کد ژن‌ها و ساختار دی ان ای تغییر پیدا کرده و فرد تغییرات جسمی و تغییرات ذهنی و روانی را تجربه خواهد کرد که بیش از ۹۵ درصد این تغییرات دائمی و همیشگی هستند. دکتر لیپتون با اشاره به اینکه بیشتر باورهای ما تا قبل از این تحقیقات دربارهٔ ژن‌ها،دی ان ای و آر ان ای دربارهٔ تعیین سلامت جسمی و روانی زندگی ما اشتباه بود و در واقع ما می‌توانیم ژن‌های خود را تغییر دهیم و از بیماریها، باورها و خصوصیات ظاهری ارثی خود را حفظ کنیم و به تصویری که در ذهن خود داریم تبدیل شویم و می‌توانیم خودمان تعیین کنیم که چگونه باشیم، ژن‌ها نوع زندگی ما را تعیین نخواهند کرد بلکه ما با افکار، باورها و محیط تعیین می‌کنیم که کد ژن‌ها و ساختار دی ان ای چگونه باشد و چگونه رفتار کند. اخیراً پژوهشگران دانشگاه یو سی ال اولین شواهد فیزیولوژییکی را مبنی بر آنکه که تصاویر زیرآستانه ای نامرئی توجه مغز را در یک سطح نیمه خودآگاه قطعاً به خود جلب می‌کند، یافته‌اند‎.‏نتایج تفصیلی این پژوهش، که در ‏Current Biology‏ منتشر شده، حاکی از آن است که تکنیک‌هایی مانند تبلیغات زیرآستانه ای که هم‌اکنون در انگلیس ممنوع شده‌است اما در آمریکا قانونی است، قطعاً تأثیر قابل ملاحظه ای بر روی مغز به جا می‌گذارد. ‏ این پژوهش با به‌کارگیری ‏FMRI، این موضوع را بررسی کرد که آیا تصویری که شما از آن آگاه نیستید – اما به شبکیه می‌رسد – تأثیری بر روی فعالیت مغز در کرتکس اصلی بصری، بخشی از درلوب اکسیپتال، دارد. مغز آزمودنی‌ها به شی واکنش نشان داد؛ حتی زمانی که از دیده شدن آن آگاه نبودند. ‏

## استفاده درمانی از سابلیمینال
سابلیمینال در واقع یک پیام به ضمیر ناخودآگاه بوده و به نوعی باعث افزایش انرژی بدن برای مقابله با مشکلات بدن است. این روش می‌تواند برای درمان برخی بیماری‌ها مانند افسردگی، اضطراب و مشکلات مرتبط با توجه تأثیرگذار باشد. همچنین مشخص شده که در مقابله بدن با برخی از دردهای مزمن، روش‌های سابلیمینال می‌تواند موجب کاهش فشار درد بر بدن خواهد شد.

## برای مطالعهٔ بیشتر
- Boese, Alex (2006), Hippo Eats Dwarf: A Field Guide to Hoaxes and Other B.S., Orlando: Harcourt, pp. 193–195, ISBN 0-15-603083-7
- Dixon, Norman F. (1971), Subliminal Perception: The nature of a controversy, New York: McGraw-Hill, ISBN 0-07-094147-5
- Greenwald, A. G. (1992)، «New Look 3: Unconscious cognition reclaimed»، American Psychologist، ج. ۴۷ ش. ۶، ص. ۷۶۶–۷۷۹ بیش از یک پارامتر |نشریه= و |ژورنال= داده‌شده است (کمک)
- Holender, D. (1986), "Semantic activation without conscious identification in dichotic listening, parafoveal vision, and visual masking: A survey and appraisal", Behavioral and Brain Sciences, 9 (1): 1–23
- Merikle, P. M.; Daneman, M. (1998), "Psychological Investigations of Unconscious Perception", Journal of Consciousness Studies, 5 (1): 5–18
- Watanabe, T. ; N, J. ; Sasaki, Y. (2001)، «Perceptual learning without perception»، Nature، ج. ۴۱۳ ش. ۶۸۵۸، ص. ۸۴۴ بیش از یک پارامتر |نشریه= و |ژورنال= داده‌شده است (کمک)
- Seitz, A. R. ; Watanabe, T. (2003)، «Psychophysics: is subliminal learning really passive?»، Nature، ج. ۴۲۲ ش. ۶۹۲۷، ص. ۳۶ بیش از یک پارامتر |نشریه= و |ژورنال= داده‌شده است (کمک)
- United States Senate, Ninety-ninth Congress, First Session on Contents of Music and the Lyrics of Records (September 19, 1985), Record Labeling: Hearing before the Committee on Commerce, Science, and Transportation, Washington, DC: U.S. Government Printing Office{{citation}}:  نگهداری یادکرد:نام‌های متعدد:فهرست نویسندگان (link)